# Bad Manners
I Bad Manners (in italiano cattive maniere), sono un gruppo musicale britannico originario di Londra, in attività dal 1976.

## Storia
Vengono considerati a pieno titolo una delle band più importanti del genere 2 tone ska, di cui il leader Buster Bloodvessel ne è cantante e fondatore. Egli era famoso per la corporatura extra large (nel 2004 è dimagrito da quasi 200 kg a 85 kg), il cranio pelato, l'enorme lingua e soprattutto le provocazioni durante gli show.
Il loro sound è indubbiamente sulla scia dei loro contemporanei Madness e The Specials, ma questo non gli ha impedito di divenire col tempo una delle band più di culto di questo genere nella scena internazionale.
Le esibizioni live dei Bad Manners sono di forte intensità e coinvolgenti. Nel 1981 parteciparono al Festival di Sanremo proponendo Lorraine: durante l'esibizione Bloodvessel rimase in calzoncini, tentando poi di scoprire il sedere di fronte al pubblico.

## Formazione

### Formazione attuale
- Buster Bloodvessel – voce
- Simon Cuell – chitarra
- Lee Thompson – basso
- Richie Downs – tastiera
- Russel Sheen – sassofono
- Steve Washington – tamburi
- Colin Graham – tromba
- Russel Wynn – percussioni

### Ex membri
- Winston Bazoomies – armonica
- Louis Alphonso – chitarra
- David Farren – basso
- Brian Tuitt – tamburi
- Martin Stewart – tastiera
- Paul 'Gus' Herman – tromba
- Chris Kane – sassofono
- Andrew Marson – sassofono

## Discografia

### Album in studio
- 1980 – Ska 'n' B
- 1980 – Loonee Tunes!
- 1981 – Gosh It's... Bad Manners
- 1982 – Forging Ahead
- 1985 – Mental Notes
- 1989 – Return of the Ugly
- 1992 – Fat Sound
- 1998 – Heavy Petting
- 2003 – Stupidity

### Album dal vivo
- 1987 – Live and Loud
- 1991 – Greatest Hits Live
- 1997 – Don't Knock the Baldhead: Live
- 2006 – Can Can

### Raccolte
- 1983 – Klass
- 1989 – Anthology
- 1997 – Viva la Ska Revolution
- 1998 – The Collection
- 1999 – Rare & Fatty
- 2000 – All Favourites
- 2000 – Magnetism: the Very Best of
- 2000 – Special Brew
- 2008 – Walking in the Sunshine: the Best of Bad Manners